# Ferrugem
Pour le chanteur brésilien homonyme, voir Ferrugem (chanteur).
Weverton Almeida Santos, surnommé Ferrugem, est un footballeur brésilien né le 28 mars 1988 à Pedro Canário. Il évolue au poste d'arrière latéral et de milieu défensif.

## Biographie
Ferrugem joue[Quand ?] au Brésil et au Japon. Il dispute[Quand ?] six matchs en Copa Sudamericana.

## Palmarès
- Finaliste de la Copa Sudamericana en 2013 avec Ponte Preta.
- Vainqueur du Campeonato Brasiliense en 2011 avec le Brasiliense FC.
- Vainqueur du Campeonato Paulista do Interior en 2013 avec Ponte Preta.